# Louisa Hanoune

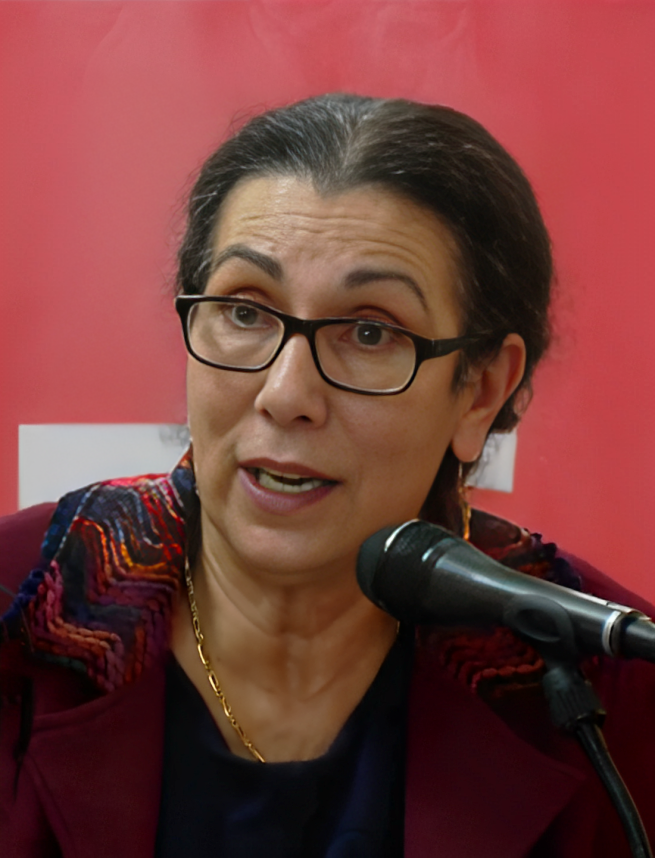
Louisa Hanoune

Louisa Hanoune (tiếng Ả Rập: لويزة حنون; sinh ngày 07 tháng 4 năm 1954) là người đứng đầu của Đảng Lao Động Algérie (Parti des Travailleurs, PT). Năm 2004, cô trở thành người phụ nữ đầu tiên tham gia tranh cử ngôi Tổng thống Algeria. Cô đã bị chính quyền cầm tù nhiều lần trước khi hợp pháp hóa các đảng chính trị vào năm 1988. Hanoune đã bị bỏ tù ngay sau khi gia nhập Tổ chức Công nhân Xã hội Trotskyist, một đảng phái bất hợp pháp, vào năm 1981 và một lần nữa sau Cuộc nổi loạn Tháng Mười 1988, chấm dứt chế độ độc đảng của Mặt trận Giải phóng Dân tộc (FLN). Vào tháng 1 năm 1995, cô đã ký kết bản tuyên ngôn Sant'Egidio cùng với đại diện của các đảng đối lập khác, đáng chú ý là Mặt trận Cứu quốc Hồi giáo, đảng Hồi giáo cực đoan đã giải tán bởi các nghị định quân sự bắt đầu cuộc nội chiến.

## Thiếu thời
Hanoune được sinh ra tại Chekfa, tỉnh Jijel. Cha mẹ của cô là những người nông dân vùng núi đã sinh sống tại đây. Gia đình của cô sau đó đã rời xứ và chạy trốn đến thành phố Annaba, sau khi nhà cửa của cô bị quân đội Pháp ném bom trong Chiến tranh giành độc lập Algeria (1954 – 1962). Cô là người phụ nữ đầu tiên trong gia đình được đi học đàng hoàng. Với hệ thống giáo dục miễn phí và bắt buộc của Algeria, Hanoune tốt nghiệp trung học và tiếp tục lấy bằng Cử nhân trước khi gia nhập ngành vận tải quân sự hàng không, một quyết định đã bị cha cô phản đối. Bà đã tuyên bố rằng "Nền giáo dục này sẽ thay đổi hoàn toàn vị trí, sự đại diện của phụ nữ trong xã hội của chúng ta và trong đó tôi là một phần của kết quả đó".